# Ascia monuste
Ascia monuste, o grande branca do sul ou pirpinto na Argentina é uma borboleta que é a única espécie do gênero Ascia da família Pieridae. Nesta espécie, os sexos podem diferir com a fêmea de cor clara ou escura. Pode ser encontrada nas costas do Atlântico e do Golfo dos Estados Unidos, e do sul, através da América tropical até a Argentina. É migratória ao longo da costa sudeste dos Estados Unidos, com desvios para Maryland, Kansas e Colorado.

## Subespécies
- Ascia monuste monuste (sul dos Estados Unidos até o Suriname)
- Ascia monuste phileta
- Ascia monuste virginia ilhas, São Vicente)
- Ascia monuste eubotea (Cuba)
- Ascia monuste orseis (Brasil, Argentina)[6]
- Ascia monuste suasa (Peru)
- Ascia monuste automate (Argentina)
- Ascia monuste raza (Baja California Sur)

## Galeria

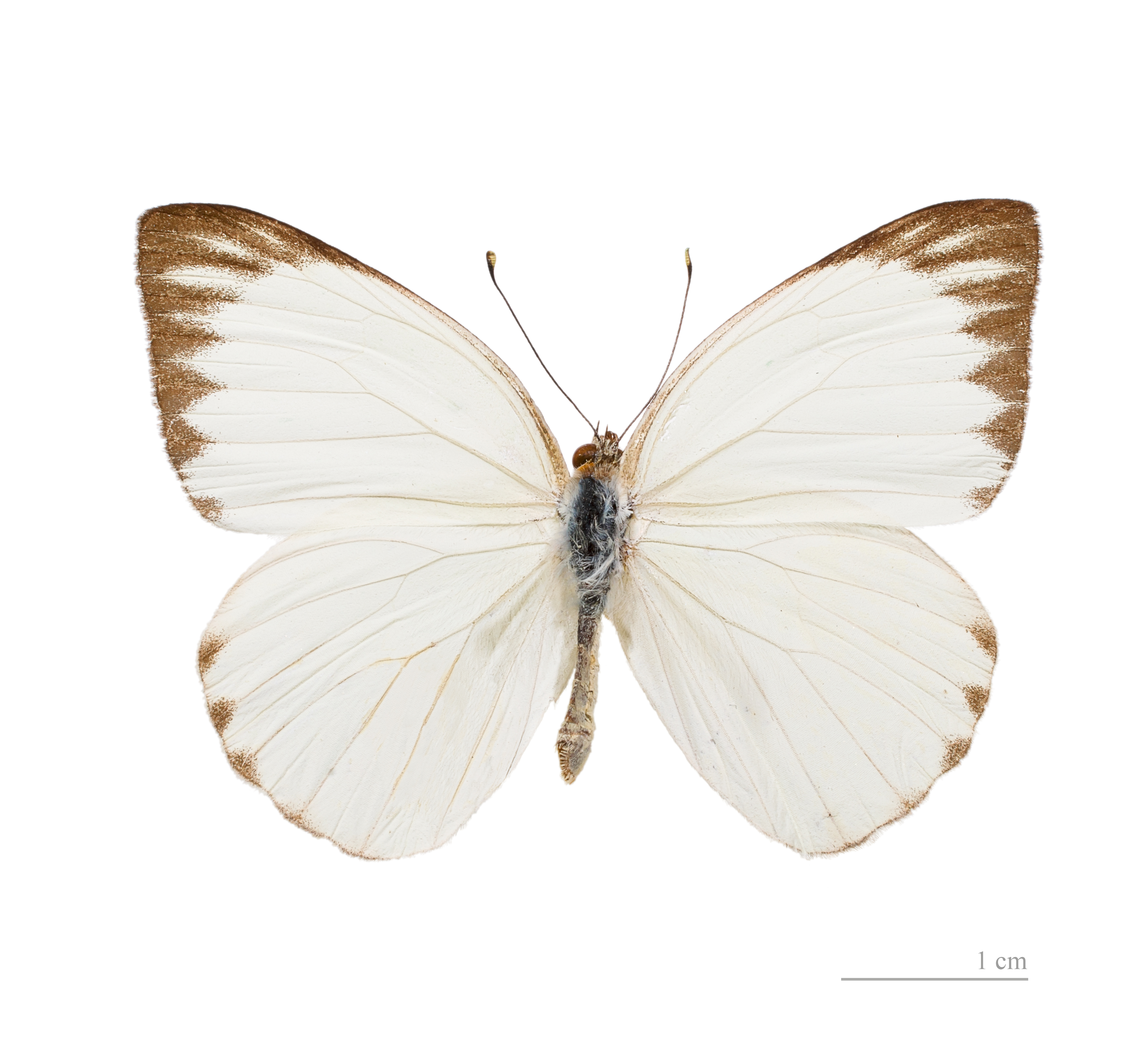
Dorsal view
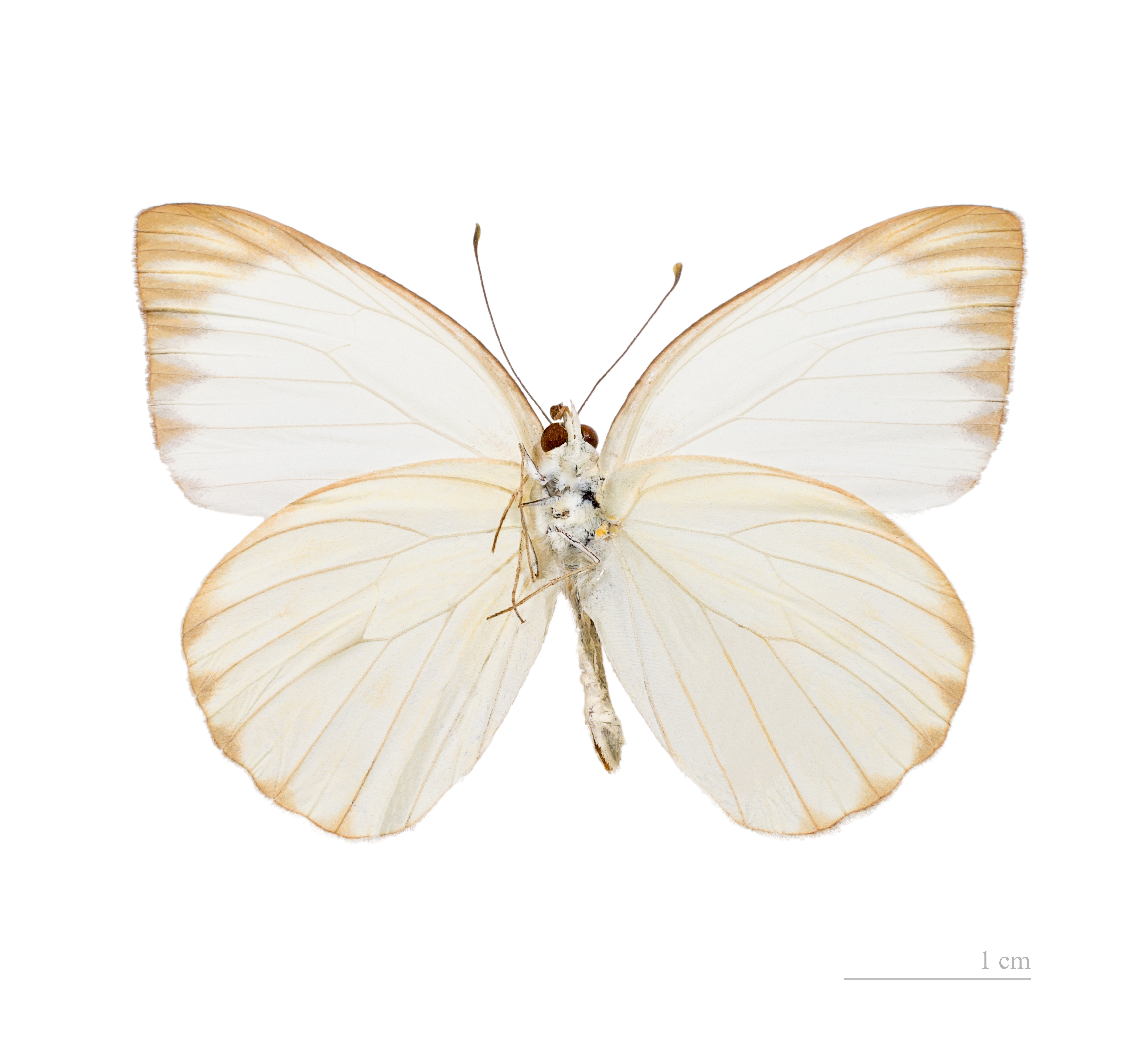
Ventral view
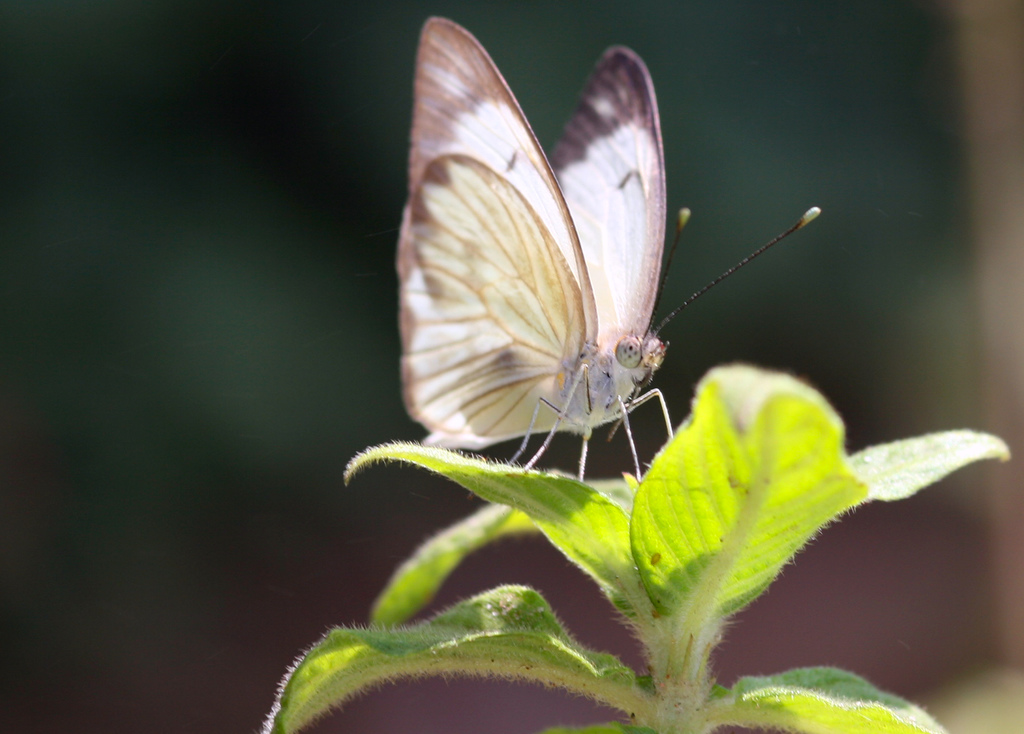